# مرض برايت
مرض برايت هو التصنيف التاريخي لأمراض الكلى التي من الممكن أن تعرف في الطب الحديث بأنها التهاب الكلية الحاد أو المزمن. وعادة يظهر هذا المرض مع وجود ألبيومين المصل (بروتين بلازما الدم) في البول وكثيرًا ما يكون مصحوبًا بوذمة وارتفاع في ضغط الدم.

## الأعراض
قد صنفت هذه الأعراض الشائعة لأمراض الكلى لأول مرة في عام 1827م من قبل الطبيب الإنجليزي ريتشارد برايت. ومن المعروف الآن أن هذه الأعراض تصاحبها ظروف مختلفة من أمراض الكلى وبالتالي يتم الاحتفاظ بمصطلح مرض برايت بدقة لتطبيقات تاريخية مستقبلية.
كما أن مكونات حصوات الكلى الثنائية غالباً ما تشير إلى مرض كلوي مزمن وقد تشمل هذه الحصوات تشكيلات الملح الكرستالية الكالسيوم وتعتبر زيادة الكالسيوم في الدم من أهم مسببات نقص الفيتامين كما أن نقصان الفيتامين مما يجعل الجسم في البداية يجمع يفقد الكالسيوم في الدم حتى يصل إلى النقطة التي يتم فيها إنتاج هرمون الغدة الدرقية ليتش وبالتالي ينتج كميات غير كافية من الكالسيوم من العظام، (مما يؤدي إلى فقدان العظام) ولتعويض هذا الفارق (يجب إغلاق إنتاج هرمون الغدة الدرقية). ومن الممكن العثور على حمض الأكساليك في الشوكولاته والفول السوداني وبعض أنواع التوت، وغيرها من الأطعمة كما أننا عندما نخلط هذه الأطعمة مع الكالسيوم ستشكل الكالسيوم أوكسالات الكريستال حصى الكلى التي يمكن أن تضخ ما يكفي من ضغط الدم مثل أي ملح آخر التي بدورها تكون كتلة تدفق البول داخل الكلى مما يسبب تلف الكلى البدني والآلام.
بعض أعراض هذا المرض عادة ما تكون شديدة مثل: آلام الظهر وآلام الخصية في الذكور وارتفاع ضغط الدم والقيء والحمى التي عادة ما تشير إلى قرب حدوت النوبة والوذمة التي عادة ما تشمل آلام متفاوتة مع درجة من الانتفاخ الطفيف في الوجه كنتيجة لتراكم السوائل في الجسم، وأحيانا ما تشمل الأعراض أيضا ضيق شديد في التنفس هو أمر شائع جداً. وغالبا ما يتم تقليل كمية البول في كميات مختلفة (من اللون الداكنة أو الدخاني أوالدموي) كما أن الوذمة لديها مستويات أعلى من الزلال (البول الزلالي).
وقد يمنع هذا الالتهاب الحاد الشخص من ممارسة الأنشطة اليومية العادية، وإذا أهملت هذه الحالة دون الكشف عنها سيؤدي ذلك إلى إحدى أشكال المرض برايت المزمن. ومن خلال تخفيف هذا الالتهاب سيصبح هناك الكثير من الحالات التي تشمل: زيادة كميات البول واختفاء الزلال تدريجيا. وكما أن التخفيف من الوذمة والانتعاش السريع للقوة يتطلب عادة العلاج الطويل.

## العلاج
فقد كان قديما يعالج المرض الحاد بالنضوب المحلي (للنزيف أو لخفض ضغط الدم أول إخراج الدم) والحمامات الحارة ومدرات البول وأدوية مسهلة. كما أن تم تشخيص هذا المرض في كثير من الأحيان على أنه مرض السكري. وما يجدر بالذكر أنه إلى يومنا هذا لم يوجد هناك علاج ناجح وفعال لهذا المرض المزمن على الرغم من التعديلات الغذائية التي اقترحت في بعض الأوقات. كما يرى بعض المرضى الذين يعانون من هذا المرض أن الحمية الغذائية مهمة جدا ومن الممكن أن تشمل التوازن القلوي والحمضي المستهلكة من مختلف الأطعمة والمشروبات، وبالتالي يؤدي ذلك إلى تقليل عمل الكلى كما أن العلاج الناجح لمرض السكري من النوع الثاني هو الجلوكوز والأنسولين لتقليل المشاكل الحساسة في جميع أنحاء الجسم، وخصوصا في الأعصاب والكلى.

## الثقافة الشعبية
كان مرض برايت يعتبر في الثقافة الشعبية نقطة مؤامرة في إحدى أوائل الأفلام الدكتور كيلدير (1945، بين امرأتين) وسالي (ماري بليك) عاملة في لوحة مفاتيح المستشفى التي مرضت بسبب غذاء غامض كما أن سيطر عليها الخوف على أنه مرض السرطان وقد وتجنبت العلاج حتى أتى الدكتور «الأحمر» آدامز (فان جونسون) وصحح لها التشخيص وعمل لها تشيخص بطولي بيما يناسب كليتيها.

## أشخاص ظهر عليهم أعراض مرض برايت
- روبرت آبوت، مؤسس صحيفة «شيكاغو ديفندر». توفي من المرض في عام 1940.[9]
- إسحق ألبينيز، الملحن الأسباني
- ألكسندر الثالث، قيصر روسيا
- بول إدوارد أندرسون الرباع
- تشستر آرثر، الرئيس الواحد والعشرين للولايات المتحدة
- هاري أروندل لاعب بيسبول محترف.
- أبو بكر الجوهوري، سلطان جوهور (توفي 1895).
- واشنطن بارتليت عمدة سان فرانسيسكو وحاكم ولاية كاليفورنيا
- جيمس غيليسبي بلين، الأمريكية وممثل ومتحدث بمجلس نواب الولايات المتحدة ثم مجلس الشيوخ.[10]
- مدام بلافاتسكي مؤسسة الجمعية الثيوصوفية ومؤلفة كتاب العقيدة السرية
- المهندس البريطاني إسامبارد كينجدم برونيل
- ميخائيل بولغاكوف، الكاتب الروسي لرواية المعلم ومارغريتا ومختلف الروايات والمسرحيات الأخرى
- جون الأرنب الاستعراضي المسرحي الأمريكي والكوميدي الصامت لفيلم 1915
- جورج إتيان كارتييه، أحد الآباء من الاتحاد الكندي
- ليديا كاسات وهي الشقيقة الكبرى للفنانة ماري كاسات.[11]
- لورن شابوت لاعب محترف في هوكي الجليد
- تاي كوب ويعتبر رئيس مشاهير لاعب البيسبول
- لاري كوركوران أول قذاف للبيسبول فقد رمى عدد من عدم الضاربون
- توفي جيمس المعروف بالصحفي الأصفر الكندي من المرض في فبراير عام 1915 في طريقه لتغطية الحرب العالمية الأولى من الجبهة الألمانية
- لويس سيرالرجل القوي الكندي أقوى رجل في العالم. لا يزال يحمل سجلات متعددة إلى يومنا هذا
- ماركوس دالي وبوتي مونتانا ملك النحاس
- جيسي بارتليت ديفيس ورنان مرشد كاري جاكوبس بوند
- ميلي ديكنسون (1830- 15 مايو 1886) الشاعر الأميركي
- كاثرين أيدوس وهي الضحية الرابعة لخمسة الكنسي الذين قتلو على يد جاك السفاح في عام 1888
- هنري ادواردز (عالم الحشرات)
- أرنولد 1866- 1922و يعتبر هو المؤسس لمصلح النظام الغذائي ويذكر أنه قد شفي من المرض نفسه برايت بعد أن عالجوه الأطباء ووصفوا له أدوية حديثة لعلاج هذا المرض كما يذكر انه قد تعالج بالعلاج الطبيعي التي خففت من أوجاعه وأعطته راحة مؤقتة فقط كما أنه اكتشف أن الصيام واتباع نظام غذائي «خال من المخاط والألبومين» التي تحتوي على الفيتامينات والتي تعتمد بشكل أساسي على الفواكه علاج ليس فقط مرض برايت ولكن هذه الحمية الغذائية تعتبر علاج للامراض المزمنة الأخرى.[12]
- اليزابيث 1818-1877الكاتبة والشاعرة الأمريكية المشهورة.
- الأب فريدريك وليام فابر (1814-1863) الكاهن الإنجليزي الكاثوليكي والكاتب للنشيد الوطني المشهورو مؤسس برومبتون الخطابية.
- أندرو هول فوت (1806-1863) وهو ضابط البحرية الاتحادي في الحرب الأهلية الأمريكية.
- مايو أغنيس فليمنغ (1840-1880) وهو الكاتب الكندي للولايات المتحدة الأمريكية.
- وليام غريغوري (1849-1901)، حاكم ولاية رود آيلاند في عام 1900-1901.[13]
- جين هارلو (1911-1937) الممثلة الأمريكية والعارضة الإباحية.
- عميد هارت المصارع المحترف و (عضو في عائلة هارت).
- هاري ت.هايز وهو الكونفدرالي العام للجيش والسياسية في لويزيانا.
- ديفيد هيل 1843-1910 سياسي أمريكي وحاكم في ولاية نيويورك.
- وينفريد هولتبي (1898-1935) الروائي والصحفي الإنجليزي.
- كارل جانسكي (1905-1950) مكتشف الموجات الراديوية الصادرة عن مجرة درب التبانة.[14]
- روبرت وود جونسون 1845-1910 وهو واحد من مؤسسي شركة جونسون آند جونسون وأول رئيس تنفيذي للشركة.
- كيتي كيرنان خطيبة الزعيم الثوري الإيرلندي ورئيسة الحكومة المؤقتة لمايكل كولينز (وكل أشقائها الخمسة كانو يعانون من المرض نفسه أيضاً).
- ألدو ليوبولد رجل مناصر لحماية البيئة.
- لويس إدموني (ca.1844-1907) النحات
- مدير منتدى البترول ومهتم بالخيال العلمي ومؤلف الرعب توفي بسبب مزيج من مرض برايت وسرطان الأمعاءH.B
- الكسندر ماكدونيل (1798-1835) سيد الشطرنج الايرلندي.
- السيد الكسندر ماكنزي (1764-1820) المستكشف الإسكتلندي وأول أوروبي اجتاز أمريكا الشمالية وشريك تجاري في شركة نورث ويست.
- رولاند هاسي ميسي مؤسس). RH ميسي رئيس شركة (متجر ميسي
- هنري ماكريا وقبطان السفينة جورجيا (BB-15) ريتشارد ماكبرايد وهو رئيس كولومبيا البريطانية (1903-1915) ومؤسس حزب للمحافظين البريطانين ومات بسبب مرض برايت في السادس من أغسطس عام 1917 (عن عمر يناهز 46 عاما) في لندن، إنجلترا
- OSA رئيس Abbot Gregor جيرفيس McEntee رسام مدرسة نهر هدسون (1828-1891) وهو راهب وعالم الذي أجرى بعض التجارب في تهجين النبات التي أظهرت أن الميراث يتبع قوانين محددة وقد أدت أبحاثه في علم الوراثة إلى تطور ناجح.
- والد إدوارد. McGlynn كاهن كاثوليكي المصلح الاجتماعي من مدينة نيويورك 1900
- جون ميلن الملقب ب الزلازل البريطاني وهو أب لعلم الزلازل الحديث وتوفي بإصابته بمرض برايت.
- بيلي مسكة الملاكم الأمريكي (1894-1924).
- اليزابيث ميتشيل سميث الزوجة الأولى لجون كوب (سائق السباقات).
- هيلينا وهي ممثلة بولندية أمريكية ومستثمرة عقارية ومتطوعة (1909).
- العميد نوت القزم الذي اشتهر بالعمل لصالح والخيري. بارنوم
- رئيس أوري وهو صانع السلام الأمريكيين وقائد الأمة يوت (1833-1880).
- إسحاق باركر الذي يعرف ب «القاضي الشانق» وهو من أمريكا الغربية.
- عولج لينوس بولينغ الصيدلي المعروف والحائز مرتين على جائزة نوبل بنجاح الذي عولج من مرض برايت بشكل مبهر من قبل توماس أبابا.
- هوارد بايل (5 مارس 1853 - 9 نوفمبر 1911) المصور والكاتب الأمريكي المعروف.
- باس ريفز وهو أول رجل أسود مبعوث ومكلف من الولايات المتحدة الامريكة ليصبح نائب مارشال الغربي من نهر المسيسيبي في عام 1910
- ديفيد واليس ريفز، ملحن ونافخ مشهور وزعيم عصابة.
- المهرج الشهير دان رايس «الفكاهي الأعظم في أمريكا» فقد دخل إلى قاعة المهرجين المشهروين في عام 1993 وقيل أن له روح شخصية العم سام.[15]
- آل رينغلينغ وهو واحد من الخمس المؤسسي لسيرك رينغلينغ براذرز.
- هنري ريتشاردسون المهندس المعماري الأمريكي الذي توفي جراء هذا المرض في عام 1886.
- أليس هاثاواي لي روزفلت الزوجة الأولى لتيودور روزفلت وقد توفيت بسبب هذا المرض في 14 فبراير عام 1884 وبعد وقت قصير من ولادة ابنتها والتي سمتها أليس ب (أليس روزفلت ونغويرث).
- هانا دي روتشيلد الكونتيسة الإنجليزية اليهودية والمتطوعة في الأعمال الخيرية.
- ريتشارد وارين سيرز مؤسس السيرز وشركة روبوك.
- جيمي سيبرينغ لاعب بيسبول محترف.
- لويس سيمور (الملقب آديرونداك الفرنسية لوي) الدليل والصياد والناسك المعروف في فرنسا.
- كيت شيلي المرأة الايرلندية الأمريكية الشهيرة بعبور جسر السكك الحديدية الذي تلف بسبب العاصفة في سبيل انقاذ القطار الملئ بالركاب.
- والد إدوارد سورين وهو مؤسس جامعة سيدة اللويزة وجامعة سانت إدوارد أيضا.
- فينغام براون ساتون (1817-1891) الذي شحن قطب سفينة المقص خلال اندفاع ذهب كاليفورنيا في ساتون بليس.
- تشارلز هادون سبورجون، القس المعمداني الإنجليزي في لندن، الذي اشتهر بلقب «أمير الوعاظ».
- برام ستوكر (1847-1912) كاتب الدراكولا الذي توفي بعد أن عانى من مرض برايت وومعاناته أيضا مرتان من السكتات الدماغية المنفصلة.
- فيكتور ترمبير، الضارب الأسطوري الأسترالي وهو واحد من أفضل لاعبي الكريكيت «البوابة الصغيرة الرطبة» الذي لم يظهر مثله في أستراليا من قبل وتوفى في عام 1915.
- جورج تيريل، المطور لقس كاثوليكي في أنجليا والمؤسس المشارك للسام المحكم من الفجر الذهبي.[16]
- إلين ويلسون، التي تعتبر الزوجة الأولى للرئيس الأمريكي وودرو ويلسون.
- روس يونجز، (1897-1927) لاعب بيسبول محترف وهو العملاق من لاعبي الدفاع وعضو فعال في قاعة البيسبول.[17]
- لويس فان، وهو الرجل الأحدب الذي كان يجلب الحظ للجامعتين بنسلفانيا وفيلادلفيا ويعد أيضاً جالب الحظ لألعاب القوى حتى توفي بسبب مرض برايت في عام 1915.